# Pseudonchus donsi
Pseudonchus donsi is een rondwormensoort uit de familie van de Desmodoridae. De wetenschappelijke naam van de soort is voor het eerst geldig gepubliceerd in 1948 door Allgén.